# Capital Park
Capital Park S. A. – spółka akcyjna założona w 2003 r. w Warszawie, od grudnia 2013 r. notowana na Warszawskiej Giełdzie Papierów Wartościowych.
Grupa prowadzi działalność deweloperską skoncentrowaną na nabywaniu, przekształcaniu nieruchomości i budowaniu obiektów o przeznaczeniu mieszkaniowym, biurowym, handlowym lub usługowym. W skład portfela grupy wchodzą nieruchomości o łącznej powierzchni 213 000 m² i wartości rynkowej 1,8 mld PLN, z czego 79% stanowią nieruchomości zlokalizowane w Warszawie. W maju 2019 r. Madison International Realty – globalny inwestor działający na rynku nieruchomości nabył pośrednio 65,99% udziałów w Grupie Capital Park od Patron Capital Partners, który zatrzymał mniejszościowy pakiet udziałów w Grupie razem z pozostałymi akcjonariuszami Spółki.

## Projekty zrealizowane
Wybrane realizacje:
- Eurocentrum Office Complex, Warszawa – kompleks budynków mieszczący się przy Alejach Jerozolimskich 134/136, oferujący 85 tys. m² powierzchni biurowej, oddany do użytku w dwóch etapach w 2002 r. (Alfa) i w 2016 r. (Beta, Gamma i Delta). Powierzchnia użytkowa Eurocentrum wynosi blisko 85 tys. m², w tym ponad 80 tys. m² zajmują biura, a lokale handlowe i usługowe, kantyna, kawiarnie i restauracje zlokalizowane w pasażu na parterze budynku ponad 4 tys. m²[2]. W listopadzie 2019 r. Grupa Capital Park sprzedała kompleks biurowy Eurocentrum jednej z wiodących firm sektora nieruchomości w Czechach, Europie Środkowo-Wschodniej i Berlinie – CPI Property Group[3].
- Royal Wilanów, Wilanów – budynek biurowo-handlowo-usługowy Grupy Capital Park w Wilanowie przy ul. Franciszka Klimczaka 1, oferujący prawie 37 tys. m² powierzchni przeznaczonej na biura zajmujące niemal 30 tys. m² i lokale handlowo-usługowe stanowiące ponad 7 tys. m² kompleksu. Oddany do użytku w 2015 r. W obiekcie znajduje się część otwarta dla mieszkańców Wilanowa z punktami handlowo-usługowymi. Są to m.in. sklepy, punkty usługowe, restauracje, kawiarnie, fitness klub, centrum medyczne oraz supermarket. Na zewnątrz Royal Wilanów znajdują się dwa ogólnodostępne place z boiskami do bouli, siatkówki, mini footballu i koszykówki, ścianka wspinaczkowa, siłownia miejska, trampoliny i stanowisko do gry w szachy terenowe[4].
- Galeria Zaspa – obiekt zlokalizowany przy Al. Rzeczypospolitej 33 w Gdańsku, o powierzchni niemal 9 tys. m²[5]. Budynek został zmodernizowany przez Grupę Capital Park w ramach wspólnego przedsięwzięcia z Akron Group i oddany do użytku w kwietniu 2016 r. Centrum handlowe oferuje 50 sklepów i punktów usługowych na dwóch kondygnacjach[6].
- Street Mall Vis à Vis – sieć centrów handlowych typu convenience. Projekty Street Mall „Vis à Vis” funkcjonują w Łodzi, Radomiu, Toruniu oraz Warszawie. Ich łączna powierzchnia wynosi ponad 12 tys. mkw.
- ETC Swarzędz – zmodernizowane centrum handlowe, oddane do użytku 7 października 2017 r., zlokalizowane w Swarzędzu przy ul. Poznańskiej 6. Łączna powierzchnia ETC Swarzędz po przebudowie wynosi ponad 20 tys. m². W obiekcie działa 80 lokali handlowo-usługowych[7].
- Neptun House – projekt hotelowo-handlowy przy ul. Lektykarskiej 4 w Gdańsku, o łącznej powierzchni ponad 7,5 tys. m², w którym zlokalizowany jest hotel Hampton By Hilton Old Town Gdańsk. Parter i pierwsze piętro przeznaczone zostały na nowoczesną powierzchnię handlowo-usługową o łącznej powierzchni ok. 600 m². Projekt zakładał zachowanie ogólnodostępnego kina studyjnego na kilkadziesiąt miejsc. Hotel został otwarty 14 czerwca 2018 r[8].
- Street Mall Vis à Vis Przyczółkowa – centrum handlowe typu convenience, o powierzchni ponad 4 tys. m², na której znajduje się 17 sklepów i punktów usługowych. Projekt położony jest w Warszawie, w dzielnicy Wilanów, niedaleko skrzyżowania ulic Przyczółkowej i Pałacowej. Zrealizowany został w ramach wspólnego przedsięwzięcia z Real Management sp. z o.o. Grupa posiada 50% udziałów w kapitale zakładowym oraz 64% udziałów w zysku spółki celowej[9].
- Rezydencja Pałacowa – II etap – osiedle podmiejskich willi przy ul. Wiedeńskiej 91 Warszawie, obejmujące 48 domów realizowanych w dwóch fazach: I etap obejmujący 24 domy został zrealizowany w 2013 r., II etap, w trakcie którego zbudowano kolejnych 24 domów, został zakończony w II kw. 2018 r. Inwestycja została zrealizowana jest w ramach wspólnego przedsięwzięcia z Real Management sp. z o.o. Grupa posiada 50% udziałów w kapitale zakładowym oraz 64% udziałów w zysku spółki celowej[10].

## Projekty w budowie
- Fabryka Norblina, Warszawa – inwestycja w realizacji – wielofunkcyjny projekt przy ul. Żelaznej 51/53 obejmujący rewitalizację dawnej Fabryki Norblina w Warszawie. Projekt przygotowała pracownia architektoniczna PRC Architekci. Głównym Wykonawcą projektu jest firma Warbud SA we współpracy z Soletanche Polska, TKT Engineering oraz Maat4[11]. Fabryka Norblina łącznie będzie posiadała ponad 65 tys. m² powierzchni najmu, w tym ponad 41 tys. m² powierzchni biurowej klasy A oraz ponad 24 tys. m² powierzchni usługowo-handlowo-rozrywkowo-kulturalnej. W ramach projektu powstanie otwarta przestrzeń. Na terenie kompleksu znajdzie się 9 budynków wpisanych do rejestru zabytków oraz 44 unikalne maszyny produkcyjne dawnej Fabryki. W obiekcie na poziomach -1 do +2 powstaną handlowe uliczki Norblina z butikami, ofertą rozrywkową, restauracjami i kawiarniami, a także Otwartym Muzeum Dawnej Fabryki Norblina i BioBazarem z ekologiczną żywnością[12]. Parking samochodowy na 720 miejsc zlokalizowany będzie na czterech kondygnacjach podziemnych. Na terenie inwestycji będzie dostępnych także 200 miejsc postojowych dla rowerów. Rewitalizacja zakończy się w II kw. 2021 r[13].

## Fundusze inwestycyjne
W 2013 r. Grupa Capital Park stworzyła fundusz dywidendowy Real Estate Income Assets FIZAN (REIA FIZAN), do którego wydzieliła 39 gotowych nieruchomości handlowych typu high-street, zlokalizowanych w 26 miastach w Polsce. Na początku 2017 r. Grupa Capital Park wraz z Penton TFI (obecnie Mount TFI) utworzyła Real Estate Income Assets FIZAN II (REIA II FIZAN) – dywidendowy fundusz nieruchomości biurowo–komercyjnych. W portfelu funduszu znalazło się 8 gotowych nieruchomości, zlokalizowanych w 6 miastach w Polsce. Zarządzającym funduszami jest Mount Towarzystwo Funduszy Inwestycyjnych SA. Grupa Capital Park zarządza wszystkimi nieruchomościami oraz świadczy usługi pomocnicze i zarządcze na rzecz spółek wchodzących w skład funduszy.